# دختران و تانک
دختران و تانک (انگلیسی: Girls und Panzer) یک فرنچایز انیمه ژاپنی است که توسط استودیو آکتاس ساخته شد. این انیمیشن رقابت بین دبیرستان‌های دخترانه را نشان می‌دهد، که با انجام تمرینات جنگی به عنوان ورزش بازی می‌کنند.